# What’s Love? Tour
Die What’s Love? Tour war die achte weltweite Konzerttournee der Sängerin Tina Turner. Die Tour unterstützte Turners autobiografischen Film und dessen Soundtrack von 1993, die beide nach ihrem Hit What’s Love Got to Do with It benannt wurden.

## Hintergrund
1990 erklärte Tina Turner, dass ihre zu diesem Zeitpunkt laufende und erfolgreiche Foreign Affair Tour ihre letzte sein würde. Ursprünglich wollte Turner eine einjährige Pause einlegen, um die Tournee danach in Nordamerika wieder aufzunehmen. Die Fortsetzung der Tournee wurde jedoch auf Eis gelegt, da Turner beschloss, sich verstärkt auf die Schauspielerei zu konzentrieren. Im Laufe der Zeit verlagerte Turner ihren Fokus auf die Produktion ihres halb-autobiografischen Films. In einem Interview mit People erklärte sie dazu: „So sehr ich auch versuche, von den Auftritten loszukommen, hier sind sie schon wieder und bitten mich, zu Top of the Pops zurückzukehren. Ich war die erste Frau im Rock’n’Roll, die auftrat und ganze Stadien ausverkaufte – und darauf bin ich stolz; ich bin stolz, dass ich an einem Abend in Brasilien vor 188.000 Menschen gesungen habe. Aber was die Leute nicht wissen, ist, dass ich wegen der Tournee so nervös war. Ich war sehr aufgeregt am Anfang – und brach tatsächlich in Tränen aus. Natürlich denkt man nicht daran, wenn man da draußen ist und die Menge ausflippt. Ich weiß, dass viele Sänger und Stars über Nacht berühmt werden, wenn sie kaum älter als Teenager sind. Aber ich musste über 30 Jahre verdammt hart arbeiten, um dorthin zu kommen, wo ich heute bin. Also macht es mir nichts aus, mich anzustrengen. Ich werde mich weiterhin anstrengen. In Hollywood denken viele Stars darüber nach, in meinem Alter in den Ruhestand zu gehen, aber ich packe nicht zusammen. Für mich gibt es keinen Ruhestand in der Sonne. Ich werde auch mit 90 noch etwas arbeiten.“
Die What’s Love? Tour startete am 6. Juni 1993 in Reno und fand am 18. November des gleichen Jahres in Wellington ihren Abschluss. Dabei trat Tina Turner fast ausschließlich in Nordamerika auf, da sie diesen Kontinent während ihrer vorherigen Tournee im Jahr 1990 aufgrund der dortigen mangelnden Verkaufszahlen ihres Albums Foreign Affair nicht betourt hatte (Turner gab später an, dass es in Amerika vielen ihrer Fans und auch ihrer dortigen Plattenfirma immer noch schwer fiel, sie von Ike Turner zu trennen.) Ursprünglich war die Tournee nur für Nordamerika geplant, aber Turner beschloss, einige Shows in Australien und Neuseeland, sowie Auftritte bei verschiedenen europäischen Musikfestivals in den deutschsprachigen Ländern hinzuzufügen. Während ihrer Tournee durch Ozeanien trat Turner beim Finale der New South Wales Rugby League auf, bei deren Spielen sich Turners Lied The Best zu einer Stadionhymne entwickelt hatte. Im Anschluss an den Großen Preis von Australien 1993 in Adelaide gab Turner zudem ihr After-Race-Konzert, bei dem sie auf der Bühne vom damaligen Rennsieger und dreifachen Weltmeister Ayrton Senna begleitet wurde.
Im Vorprogramm der Tourneen durch Nordamerika traten Lindsey Buckingham und Chris Isaak auf.

## Liveaufnahmen
Das Konzert in San Bernardino am 15. September 1993 wurde gefilmt und erschien im September 1994 als Konzertvideo unter dem Titel What’s Love: Live.

## Setlist
- Steamy Windows
- Typical Male
- Foreign Affair
- Undercover Agent for the Blues
- Private Dancer
- We Don’t Need Another Hero
- I Can’t Stand the Rain
- Nutbush City Limits
- Addicted to Love
- The Best
- I Don’t Wanna Fight
- Let’s Stay Together
- What’s Love Got to Do with It
- Proud Mary
- What You Get Is What You See
- Legs
- Show Some Respect
- Why Must We Wait Until Tonight
- Better Be Good to Me

## Tourdaten
| Nr.                 | Datum               | Stadt               | Land                | Veranstaltungsort                          | Anmerkungen              |
| Leg 1 – Nordamerika | Leg 1 – Nordamerika | Leg 1 – Nordamerika | Leg 1 – Nordamerika | Leg 1 – Nordamerika                        | Leg 1 – Nordamerika      |
| ------------------- | ------------------- | ------------------- | ------------------- | ------------------------------------------ | ------------------------ |
| 1                   | 6. Juni 1993        | Reno                | Vereinigte Staaten  | Lawlor Events Center                       |                          |
| 2                   | 8. Juni 1993        | Portland            | Vereinigte Staaten  | Memorial Coliseum                          |                          |
| 3                   | 10. Juni 1993       | Vancouver           | Kanada              | Pacific Coliseum                           |                          |
| 4                   | 12. Juni 1993       | George              | Vereinigte Staaten  | The Gorge Amphitheatre                     |                          |
| 5                   | 15. Juni 1993       | Calgary             | Kanada              | Olympic Saddledome                         |                          |
| 6                   | 16. Juni 1993       | Edmonton            | Kanada              | Northlands Coliseum                        |                          |
| 7                   | 17. Juni 1993       | Saskatoon           | Kanada              | Saskatchewan Place                         |                          |
| 8                   | 18. Juni 1993       | Winnipeg            | Kanada              | Winnipeg Arena                             |                          |
| 9                   | 20. Juni 1993       | Minneapolis         | Vereinigte Staaten  | Target Center                              |                          |
| 10                  | 22. Juni 1993       | Bonner Springs      | Vereinigte Staaten  | Sandstone Amphitheater                     |                          |
| 11                  | 24. Juni 1993       | Maryland Heights    | Vereinigte Staaten  | Riverport Amphitheatre                     |                          |
| 12                  | 25. Juni 1993       | Milwaukee           | Vereinigte Staaten  | Marcus Amphitheater                        | Milwaukee Summerfest ’93 |
| 13                  | 26. Juni 1993       | Noblesville         | Vereinigte Staaten  | Deer Creek Music Center                    |                          |
| 14                  | 27. Juni 1993       | Hoffman Estates     | Vereinigte Staaten  | Poplar Creek Music Theater                 |                          |
| 15                  | 29. Juni 1993       | Cincinnati          | Vereinigte Staaten  | Riverbend Music Center                     |                          |
| 16                  | 30. Juni 1993       | Clarkston           | Vereinigte Staaten  | Pine Knob Music Theatre                    |                          |
| 17                  | 1. Juli 1993        | Cuyahoga Falls      | Vereinigte Staaten  | Blossom Music Center                       |                          |
| 18                  | 3. Juli 1993        | Vaughan             | Kanada              | Kingswood Music Theatre                    |                          |
| 19                  | 4. Juli 1993        | Montréal            | Kanada              | Forum                                      |                          |
| 20                  | 5. Juli 1993        | Ottawa              | Kanada              | Civic Centre                               |                          |
| 21                  | 8. Juli 1993        | Burgettstown        | Vereinigte Staaten  | Coca-Cola Star Lake Amphitheater           |                          |
| 22                  | 9. Juli 1993        | Allentown           | Vereinigte Staaten  | Allentown Fairgrounds                      |                          |
| 23                  | 10. Juli 1993       | Darien              | Vereinigte Staaten  | Darien Lake Performing Arts Center         |                          |
| 24                  | 12. Juli 1993       | New York City       | Vereinigte Staaten  | Radio City Music Hall                      |                          |
| 25                  | 13. Juli 1993       | New York City       | Vereinigte Staaten  | Radio City Music Hall                      |                          |
| 26                  | 14. Juli 1993       | New York City       | Vereinigte Staaten  | Radio City Music Hall                      |                          |
| 27                  | 16. Juli 1993       | New York City       | Vereinigte Staaten  | Radio City Music Hall                      |                          |
| 28                  | 17. Juli 1993       | New York City       | Vereinigte Staaten  | Radio City Music Hall                      |                          |
| 29                  | 19. Juli 1993       | Holmdel             | Vereinigte Staaten  | Garden State Arts Center                   |                          |
| 30                  | 20. Juli 1993       | Wantagh             | Vereinigte Staaten  | Jones Beach Marine Theater                 |                          |
| 31                  | 21. Juli 1993       | Nashua              | Vereinigte Staaten  | Holman Stadium                             |                          |
| 32                  | 23. Juli 1993       | Atlantic City       | Vereinigte Staaten  | Etess Arena                                |                          |
| 33                  | 24. Juli 1993       | Atlantic City       | Vereinigte Staaten  | Etess Arena                                |                          |
| 34                  | 25. Juli 1993       | Stowe               | Vereinigte Staaten  | Stowe Mountain Performing Arts Center      |                          |
| 35                  | 28. Juli 1993       | Groton              | Vereinigte Staaten  | Thames River Music Center                  |                          |
| 36                  | 29. Juli 1993       | Mansfield           | Vereinigte Staaten  | Great Woods Center for the Performing Arts |                          |
| 37                  | 30. Juli 1993       | Portland            | Vereinigte Staaten  | Cumberland County Civic Center             |                          |
| 38                  | 31. Juli 1993       | Saratoga Springs    | Vereinigte Staaten  | Saratoga Performing Arts Center            |                          |
| 39                  | 1. August 1993      | Columbia            | Vereinigte Staaten  | Merriweather Post Pavilion                 |                          |
| 40                  | 4. August 1993      | Richmond            | Vereinigte Staaten  | Classic Amphitheater                       |                          |
| 41                  | 5. August 1993      | Raleigh             | Vereinigte Staaten  | Walnut Creek Amphitheatre                  |                          |
| 42                  | 7. August 1993      | Hilton Head Island  | Vereinigte Staaten  | Shelter Cove Community Park                |                          |
| 43                  | 10. August 1993     | Atlanta             | Vereinigte Staaten  | Coca-Cola Lakewood Amphitheatre            |                          |
| 44                  | 12. August 1993     | Dallas              | Vereinigte Staaten  | Coca-Cola Starplex Amphitheater            |                          |
| 45                  | 13. August 1993     | The Woodlands       | Vereinigte Staaten  | Cynthia Woods Mitchell Pavilion            |                          |
| 46                  | 14. August 1993     | San Antonio         | Vereinigte Staaten  | Alamodome                                  |                          |
| 47                  | 15. August 1993     | Little Rock         | Vereinigte Staaten  | Riverfest Amphitheater                     |                          |
| 48                  | 17. August 1993     | Memphis             | Vereinigte Staaten  | Mud Island Amphitheatre                    |                          |
| 49                  | 18. August 1993     | New Orleans         | Vereinigte Staaten  | Lakefront Arena                            |                          |
| 50                  | 20. August 1993     | Orlando             | Vereinigte Staaten  | Orlando Arena                              |                          |
| 51                  | 21. August 1993     | Tampa               | Vereinigte Staaten  | USF Sun Dome                               |                          |
| 52                  | 22. August 1993     | Miami               | Vereinigte Staaten  | Miami Arena                                |                          |
| Leg 2 – Europa      |                     |                     |                     |                                            |                          |
| 53                  | 27. August 1993     | Wien                | Osterreich          | Donauinsel                                 | Donauinselfest           |
| 54                  | 28. August 1993     | München             | Deutschland         | Alter Flughafen München-Riem               | Rock over Germany        |
| 55                  | 29. August 1993     | Wegberg             | Deutschland         | Royal Air Force Station Wildenrath         | Rock over Germany        |
| 56                  | 3. September 1993   | Basel               | Schweiz             | St. Jakob-Stadion                          |                          |
| 57                  | 4. September 1993   | Mainz               | Deutschland         | Flugplatz Mainz-Finthen                    | Rock over Germany        |
| 58                  | 5. September 1993   | Lüneburg            | Deutschland         | Flugplatz Lüneburg                         | Rock over Germany        |
| Leg 3 – Nordamerika |                     |                     |                     |                                            |                          |
| 59                  | 10. September 1993  | Concord             | Vereinigte Staaten  | Concord Pavilion                           |                          |
| 60                  | 11. September 1993  | Mountain View       | Vereinigte Staaten  | Shoreline Amphitheatre                     |                          |
| 61                  | 12. September 1993  | Sacramento          | Vereinigte Staaten  | Cal Expo Amphitheatre                      |                          |
| 62                  | 14. September 1993  | San Diego           | Vereinigte Staaten  | Sports Arena                               |                          |
| 63                  | 15. September 1993  | San Bernardino      | Vereinigte Staaten  | Blockbuster Pavilion                       |                          |
| 64                  | 16. September 1993  | Tucson              | Vereinigte Staaten  | Community Center                           |                          |
| 65                  | 17. September 1993  | Phoenix             | Vereinigte Staaten  | Blockbuster Desert Sky Pavilion            |                          |
| 66                  | 18. September 1993  | Paradise            | Vereinigte Staaten  | Thomas & Mack Center                       |                          |
| 67                  | 19. September 1993  | Los Angeles         | Vereinigte Staaten  | Greek Theatre                              |                          |
| 68                  | 20. September 1993  | Los Angeles         | Vereinigte Staaten  | Greek Theatre                              |                          |
| 69                  | 21. September 1993  | Los Angeles         | Vereinigte Staaten  | Greek Theatre                              |                          |
| 70                  | 22. September 1993  | Los Angeles         | Vereinigte Staaten  | Greek Theatre                              |                          |
| 71                  | 23. September 1993  | Los Angeles         | Vereinigte Staaten  | Greek Theatre                              |                          |
| Leg 4 – Ozeanien    |                     |                     |                     |                                            |                          |
| 72                  | 18. Oktober 1993    | Sydney              | Australien          | Entertainment Centre                       |                          |
| 73                  | 19. Oktober 1993    | Sydney              | Australien          | Entertainment Centre                       |                          |
| 74                  | 20. Oktober 1993    | Sydney              | Australien          | Entertainment Centre                       |                          |
| 75                  | 22. Oktober 1993    | Melbourne           | Australien          | National Tennis Centre                     |                          |
| 76                  | 23. Oktober 1993    | Melbourne           | Australien          | National Tennis Centre                     |                          |
| 77                  | 25. Oktober 1993    | Melbourne           | Australien          | National Tennis Centre                     |                          |
| 78                  | 29. Oktober 1993    | Perth               | Australien          | Entertainment Centre                       |                          |
| 79                  | 30. Oktober 1993    | Perth               | Australien          | Entertainment Centre                       |                          |
| 80                  | 6. November 1993    | Newcastle           | Australien          | Entertainment Centre                       |                          |
| 81                  | 7. November 1993    | Adelaide            | Australien          | Rymill Park                                |                          |
| 82                  | 12. November 1993   | Auckland            | Neuseeland          | Logan Campbell Centre                      |                          |
| 83                  | 13. November 1993   | New Plymouth        | Neuseeland          | Bowl of Brooklands                         |                          |
| 84                  | 15. November 1993   | Dunedin             | Neuseeland          | University Oval                            |                          |
| 85                  | 16. November 1993   | Christchurch        | Neuseeland          | Lancaster Park                             |                          |
| 86                  | 18. November 1993   | Wellington          | Neuseeland          | Winter Show Buildings                      |                          |

## Band
- Tina Turner: Gesang
- John Miles: Gitarre, Hintergrundgesang
- Bob Feit: Bass
- Jack Bruno: Schlagzeug
- Timmy Cappello: Percussion, zusätzliche Keyboards, Saxophon, Hintergrundgesang
- Ollie Marland: Keyboards, Hintergrundgesang
- Kenny Moore: Klavier, Hintergrundgesang
- Sharon Owens: Tanzchoreografie, Hintergrundgesang
- Karen Owens: Tanzchoreografie, Hintergrundgesang